# Актасти (Айтекебійський район)
Актасти́ (каз. Ақтасты) — село у складі Айтекебійського району Актюбінської області Казахстану. Адміністративний центр Актастинського сільського округу.
У радянські часи село називалось Урожайне.
Населення — 303 особи (2021; 745 у 2009, 1274 у 1999, 1098 у 1989).